# Michael Huber (Fußballspieler)
Michael Huber (* 14. Jänner 1990 in Oberwart) ist ein österreichischer Fußballspieler.

## Karriere
Huber begann seine Karriere beim UFC Unterwart. 2004 ging er in die AKA Burgenland. Im Jänner 2008 wechselte er zum SV Stegersbach. 2010 wechselte er zum SC-ESV Parndorf 1919. 2011 wechselte er zum Profiverein TSV Hartberg. Sein Profidebüt gab er am ersten Spieltag der Saison 2011/12 gegen den FC Blau-Weiß Linz. 2013 wechselte er zum SKN St. Pölten. 2016 konnte er mit dem SKN St. Pölten in die Bundesliga aufsteigen.
Zur Saison 2018/19 kehrte er zum TSV Hartberg zurück. In drei weiteren Spielzeiten in Hartberg kam der Innenverteidiger zu 59 Bundesligaeinsätzen, in denen er drei Tore erzielte. Zur Saison 2021/22 wechselte Huber zum Zweitligisten Grazer AK, bei dem er einen bis Juni 2023 laufenden Vertrag erhielt. Für den GAK kam er zu 30 Zweitligaeinsätzen.
Zur Saison 2023/24 wechselte er zum Regionalligisten SV Oberwart.